# Talang Tangah
Talang Tangah is een bestuurslaag in het regentschap Tanah Datar van de provincie West-Sumatra, Indonesië. Talang Tangah telt 1050 inwoners (volkstelling 2010).